# Омервиль
Омервиль (фр. Omerville) — муниципалитет во Франции, в регионе Иль-де-Франс, департамент Валь-д'Уаз. Население — 337 человек (1999). Муниципалитет расположен на расстоянии около 60 км северо-западнее Парижа, 28 км северо-западнее Сержи.

## Демография
Динамика населения (Cassini и INSEE):